# Suriyawan
Suriyawan é uma cidade e uma nagar panchayat no distrito de Sant Ravidas Nagar, no estado indiano de Uttar Pradesh.

## Demografia
Segundo o censo de 2001, Suriyawan tinha uma população de 17,014 habitantes. Os indivíduos do sexo masculino constituem 53% da população e os do sexo feminino 47%. Suriyawan tem uma taxa de literacia de 57%, inferior à média nacional de 59.5%: a literacia no sexo masculino é de 71% e no sexo feminino é de 43%. Em Suriyawan, 17% da população está abaixo dos 6 anos de idade.